# Butoniga-Stausee
Der Butoniga-Stausee (kroatisch Jezero Butoniga oder Butoniga jezero) ist ein künstliches Gewässer im zentralen Bereich der Halbinsel Istrien, auf dem Territorium der kroatischen Gespanschaft Istrien.

## Lage und Funktion
Der Stausee befindet sich in einer Berggegend nördlich der Stadt Pazin. Der Untergrund des Einzugsgebiets gehört zur istrischen Flyschzone, die aus Sand- und Mergelstein besteht.
Die gemeinsamen Gemeindegrenzen von Buzet und Pazin verlaufen etwa mittig durch den Staubereich. Für Istrien ist es die bedeutendste Trinkwassergewinnungsanlage in der ansonsten für Wasserknappheit empfindlichsten Region Kroatiens.
Die wichtigsten Wasserzuläufe sind die Bäche:
- Dragućki potok
- Grdoselski potok
- Račićki potok (Rečica).

Bei ihrem Einlauf in den Stausee haben sich bei Niedrigwasser Anlandungszonen ausgebildet.
Unterhalb der Staumauer fließt das Wasser im Tal der Butoniga ab, die zwischen den Ortschaften Gradinje und Motovun in die Mirna mündet.
Der Stausee mit seinen Zuläufen gehört zum Einzugsgebiet der Mirna, das eine Fläche von etwa 718 km² einnimmt und damit das größte oberirdische Gewässersystem auf Istrien darstellt.
Die 1988 in Betrieb genommene Anlage dient der Trinkwasserversorgung einiger Gemeinden in Istrien südlich des Limski-Kanal und hat eine Wasserfläche von 2,45 km². Hauptsächlich haben dadurch die Städte Pazin, Poreč und Rovinj eine moderne Wasserversorgung. Für Touristen besteht zum See kein Zugang und demzufolge ist auch Wassersport nicht gestattet. Ein Radwanderweg im nahen Umfeld der Wasserfläche ermöglicht Ausblicke auf den Stausee mit seinem Damm sowie in die bergige Umgebung. Wegen des Gehalts von Trihalogenmethanen wurde eine Wasserbehandlung bei der Aufbereitung erforderlich.

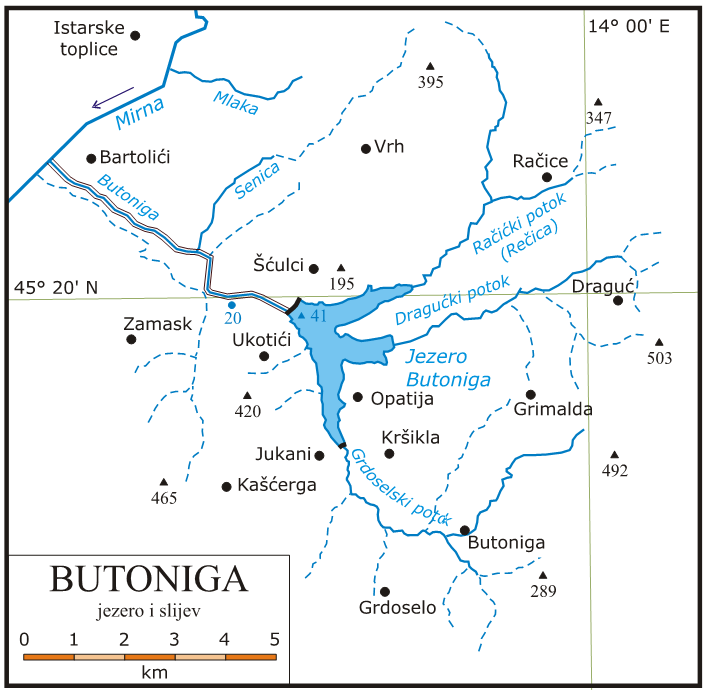
Lage der Talsperre in ihrem Einzugsgebiet